# Albergati (famiglia)
Gli Albergati sono un'antica e prestigiosa famiglia senatoria bolognese.

## Storia

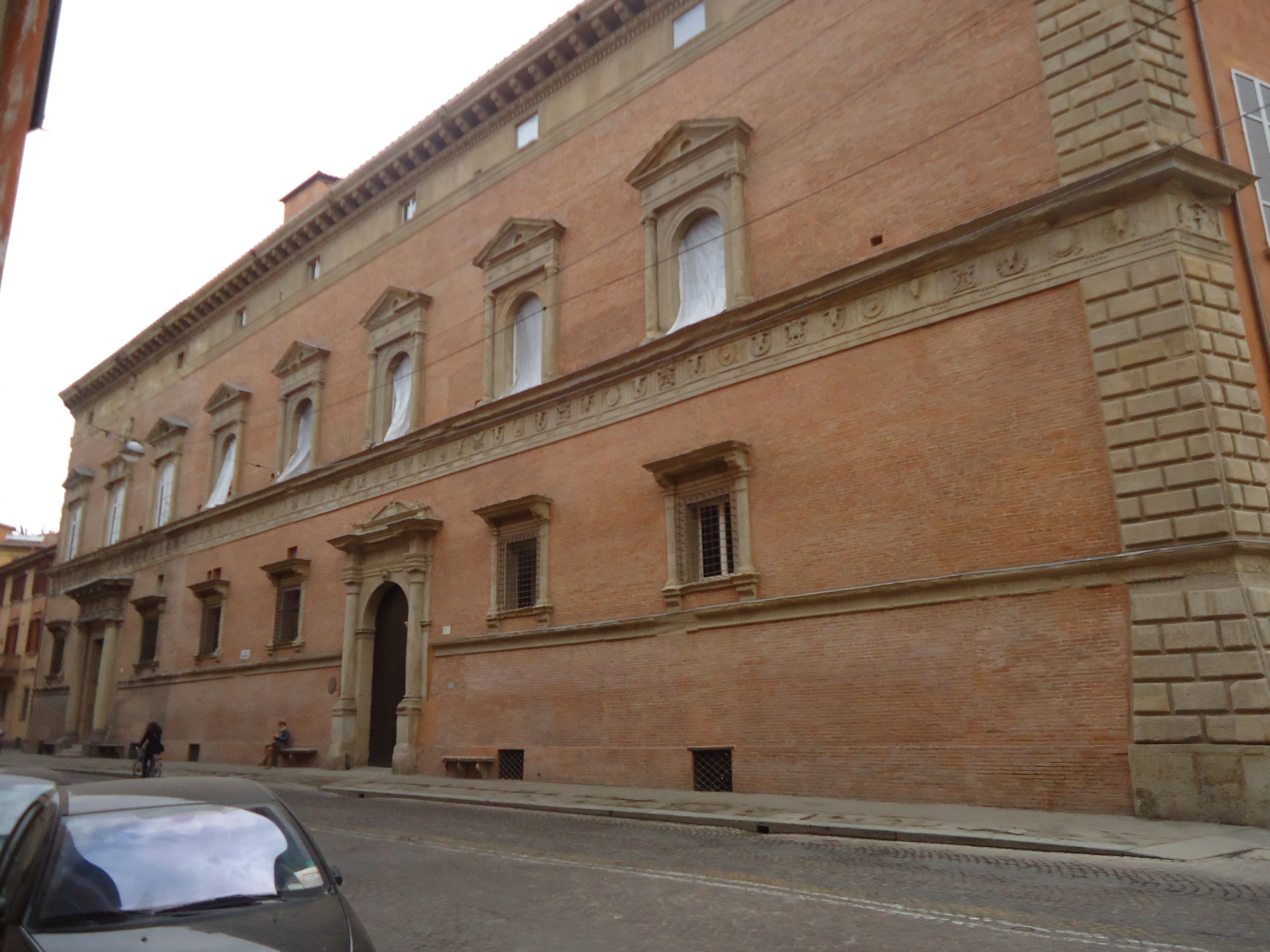
Palazzo Albergati, Bologna

Le prime notizie riguardanti il casato provengono dal Ghirardacci che nomina i baroni Gosino e Aurelio viventi nel 933. Già nel 1105 abbiamo Gregorio cardinale del titolo di San Lorenzo in Lucina a Roma, ordinato da Papa Pasquale II; gli Albergati diedero alla chiesa numerosi preti, vescovi e cardinali, tra cui Niccolò Albergati (1373-1443), cardinale e grande diplomatico, beatificato nel 1744, e Niccolò cardinale.
Agli inizi del XIII secolo acquistarono case nella contrada Saragozza, dove eressero il magnifico palazzo. Come testimonia il Dolfi, gli Albergati ricoprirono numerose cariche pubbliche, dal consiglio degli anziani ai capitani e ai gonfalonieri; numerosi componenti scelsero la vita d'armi: la famiglia annovera numerosi crociati e diede a diversi eserciti capitani e generali. Nel 1597 Ugo Albergati fu investito del titolo ereditario di marchese.